# 시모시나노촌
시모시나노촌(下品野村)은 일본 아이치현 히가시카스가이군에 설치되었던 촌이다. 현재의 세토시의 일부에 해당한다.